# Liste der Naturdenkmale in Jahnsdorf/Erzgeb.
Die Liste der Naturdenkmale in Jahnsdorf/Erzgeb. nennt die Naturdenkmale in Jahnsdorf/Erzgeb. im sächsischen Erzgebirgskreis.

## Definition
„Naturdenkmäler sind rechtsverbindlich festgesetzte Einzelschöpfungen der Natur oder entsprechende Flächen bis zu fünf Hektar, deren besonderer Schutz erforderlich ist
1. aus wissenschaftlichen, naturgeschichtlichen oder landeskundlichen Gründen oder
2. wegen ihrer Seltenheit, Eigenart oder Schönheit.“

„§ 18 – Naturdenkmäler – (zu § 28 BNatSchG)
(1) Die Erklärung nach § 22 Abs. 1 BNatSchG von Teilen von Natur und Landschaft als Naturdenkmal erfolgt durch Rechtsverordnung oder Einzelanordnung.
(2) Über § 28 Abs. 1 BNatSchG hinaus können Naturdenkmäler zur Sicherung von Lebensgemeinschaften oder Lebensstätten von im Bestand gefährdeten oder streng geschützten Arten festgesetzt werden.“

## Liste
Link zu einem Kartenansichtstool, um Koordinaten zu setzen.
| Bild                          | Bezeichnung                       | Lage                                           | Beschreibung         | Datum                                                                    | Nummer     |
| ----------------------------- | --------------------------------- | ---------------------------------------------- | -------------------- | ------------------------------------------------------------------------ | ---------- |
| BW                            | Am Goldbach                       | Jahnsdorf (50° 43′ 39,5″ N, 12° 49′ 47,6″ O)   | Fläche: ca. 46648 m² | Verordnung des Landratsamtes Stollberg vom 26.07.1993, SächsGVBl. S. 796 | 364.23-119 |
| mehr Fotos \| Fotos hochladen | Hochstaudenflur                   | Seifersdorf (50° 45′ 56,1″ N, 12° 48′ 30,1″ O) | Fläche: ca. 21678 m² | Verordnung des Landratsamtes Stollberg vom 18.12.1996                    | 364.23-120 |
| BW                            | Seifersdorfer Wiesengrund Teil I  | Seifersdorf (50° 45′ 16,3″ N, 12° 48′ 2,7″ O)  | Fläche: ca. 55575 m² | Verordnung des Landratsamtes Stollberg vom 18.12.1996                    | 364.23-121 |
| BW                            | Seifersdorfer Wiesengrund Teil II | Seifersdorf (50° 45′ 11,3″ N, 12° 47′ 48,5″ O) | Fläche: ca. 58146 m² | Verordnung des Landratsamtes Stollberg vom 18.12.1996                    | 364.23-122 |